# Překryvný modul
Překryvný modul (anglicky overlay) je část počítačového programu (software), která je uložena odděleně od hlavního modulu, takže po dobu, po kterou není používána, nemusí být zavedena v paměti. Ve chvíli, kdy je zapotřebí, nahradí v paměti jinou, momentálně nepoužívanou část, se kterou tedy sdílí umístění v paměti (proto „překryvný“). Pomocí překryvných modulů tak lze dosáhnout běhu programu, který by se celý naráz nevešel do operační paměti počítače. Technika překryvných modulů se používala hlavně ve starších systémech, např. v DOSu. Dnes se stejného cíle dosahuje pomocí virtuální paměti.

## Praktické provedení
Kód DOSového programu obvykle spočívá celý v jednom souboru s příponou .EXE. V případě, že program obsahuje překryvné moduly, je v tomto souboru pouze základní část, která je v paměti trvale (součástí této základní části je i kód řídící práci s překryvnými moduly). Překryvné části kódu jsou umístěny v odděleném souboru, který má obvykle příponu .OVL či .OVR. Kromě základní techniky, kdy se tyto části pokaždé načítají z tohoto souboru na disku, se používal také způsob, ve kterém se tyto překryvné soubory z disku načetly do rozšířené paměti (EMS); v ní program nemohl běžet přímo, ale čtení z ní je výrazně rychlejší než čtení z disku.

## Aplikace
Od roku 2015 je většina podnikových aplikací určena ke spuštění na platformách s virtuální pamětí. Vývojář na takové platformě může navrhnout program tak, jako by paměťové omezení neexistovalo, pokud pracovní sada programu nepřekročí dostupnou fyzickou paměť. A co je nejdůležitější, architekt se může soustředit na řešený problém, aniž by musel při návrhu nutit zpracování do kroků omezených velikostí překrytí. Návrhář tak může používat programovací jazyky vyšší úrovně, které neumožňují programátorovi velkou kontrolu nad velikostí (např. Java, C++, Smalltalk).